# Урма (приток Сылвы)
Урма (в верховье Правая Урма) — река в России, протекает по Пермскому краю и Свердловской области. Устье реки находится в 362 км по правому берегу реки Сылва. Длина реки составляет 21 км.
В в 6,2 км от устья по левому берегу впадает река Левая Урма.

## Данные водного реестра
По данным государственного водного реестра России относится к Камскому бассейновому округу, водохозяйственный участок реки — Сылва от истока и до устья, речной подбассейн реки — Кама до Куйбышевского водохранилища (без бассейнов рек Белой и Вятки). Речной бассейн реки — Кама.
Код объекта в государственном водном реестре — 10010100812111100012357.